# Rokia Delmas
Pour les articles homonymes, voir Delmas.
Le Rokia Delmas est un porte-conteneurs battant pavillon panaméen de 185 mètres de long.
Il s'est échoué dans la nuit du 23 au 24 octobre 2006 sur les côtes de la Charente-Maritime, en France, à moins de 3 kilomètres de l'île de Ré, face aux plages de la commune du Bois-Plage.

## Circonstances de l'échouement
En provenance de Vigo le Rokia Delmas devait rallier Amsterdam. Le matin du 24 octobre il s'apprêtait à faire escale au port de commerce de La Pallice (La Rochelle).
À 4 h 0, le commandant du porte-conteneurs alerte (par radio VHF portable) le CROSS Étel et fait état d'un blackout total : plus de propulsion, plus d'électricité à bord. Le navire dérive vers la côte sud de l'île de Ré, en raison d'un fort coefficient de marée, de la houle (vagues de 4 mètres) et du vent à plus de 100 kilomètres par heure.
À 5 h 0 il talonne un fond sablono-rocheux à 9 mètres de profondeur. À cet instant il gîte de 20 degrés environ côté bâbord.
Le choc provoque une voie d'eau de 20 mètres de long sur 50 centimètres de large au fond de la coque.
À 7 h 40 l'hélicoptère Dauphin de la marine nationale hélitreuille 20 des 26 membres d'équipage.

## Démantèlement du navire
À son bord, 10 000 tonnes de marchandises dont 378 conteneurs, des ballots de bois, 560 tonnes de fioul lourd de propulsion, et 50 tonnes de gazole des groupes électrogènes. Après les opérations de pompage du fioul, il a été procédé au débarquement un par un des conteneurs chargés en pontée, à l'aide de la barge-grue Missing Link. Puis le navire ayant été déclaré « perte totale » par les assureurs, son démantèlement sur place débuta le 9 mars 2007. Les opérations devaient se terminer début novembre 2007.
En avril 2007, la superstructure a été découpée, dont le château d'une masse de 695 tonnes, qui, déposé d'une seule pièce a été enlevé vers La Pallice, dans le but d'alléger le navire pour permettre son remorquage ultérieur, par exemple vers Saint-Nazaire. La découpe, opération dangereuse, a provoqué un incendie à bord.
Finalement la coque du navire étant trop endommagée pour pouvoir être renflouée, il a été décidé de la découper sur place en cinq tranches. La partie arrière a été la première à être transférée par la barge-grue Rambiz jusqu'au port de La Rochelle-Pallice le 20 septembre 2007. L'étrave du navire a été déposée à son tour sur le quai du môle d'escale du port de La Rochelle-Pallice le 31 octobre 2007. Pour enlever cette pièce exceptionnelle d'une masse de 1 750 tonnes, les deux mâts de la barge-grue Rambiz équipés d'un palonnier ont été nécessaires.
Enfin le 28 novembre 2007, le dernier tronçon de coque est enlevé, soit 400 jours après l'échouement du navire, mettant ainsi un terme au démantèlement du Rokia Delmas. Son canot de sauvetage peut être visité au Port-musée de Douarnenez (Port Rhu).

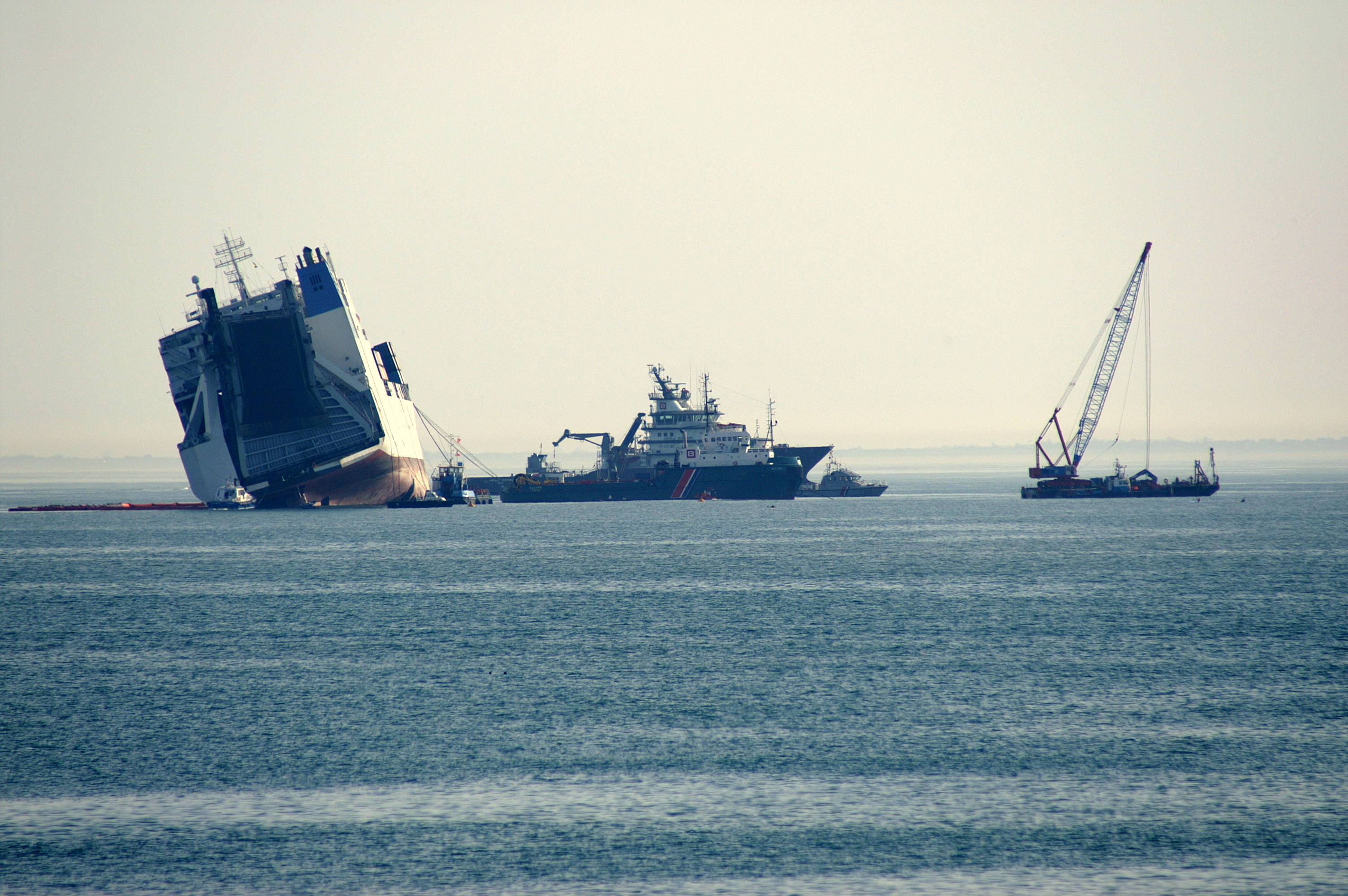
Le Rokia Delmas échoué vu de La Couarde-sur-Mer le 28 octobre 2006. On distingue l'île d'Oléron en arrière-plan.
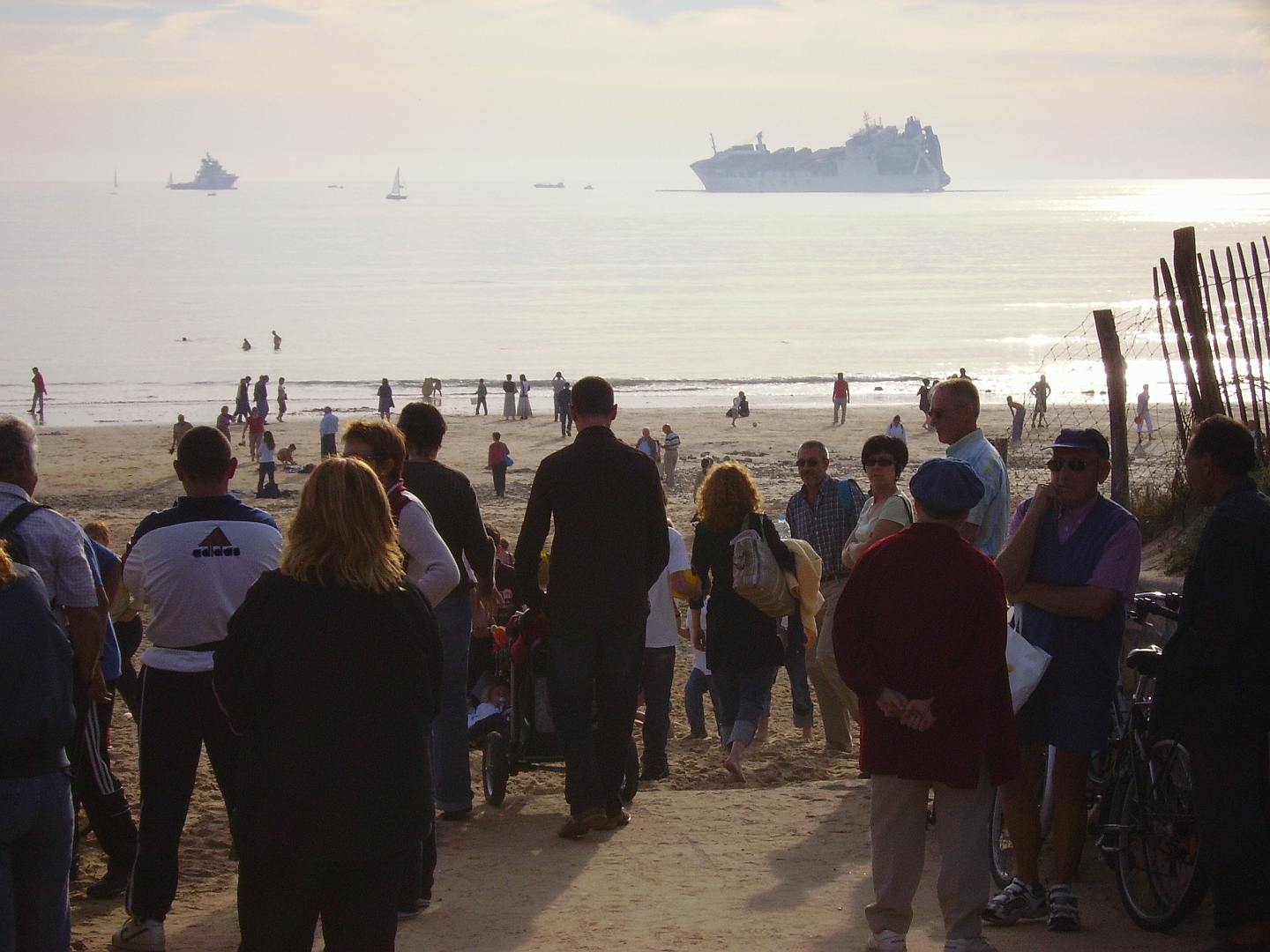
Sur l'île de Ré, le Rokia Delmas a été l'attraction touristique des vacances de la Toussaint 2006.
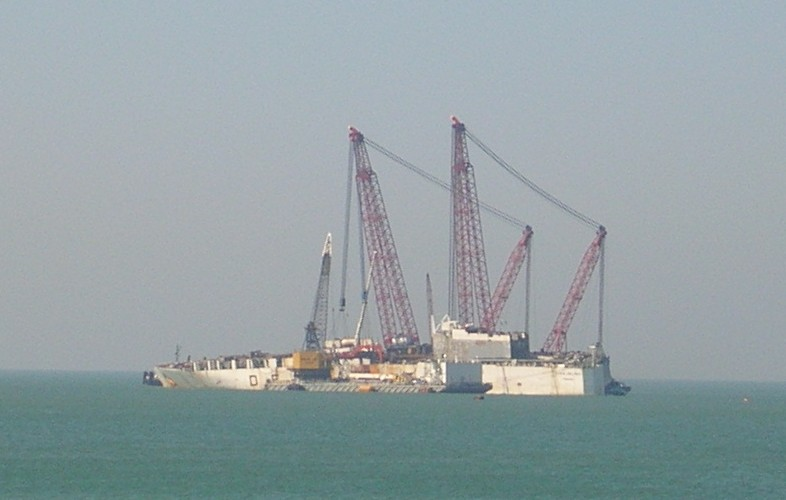
Six mois plus tard.
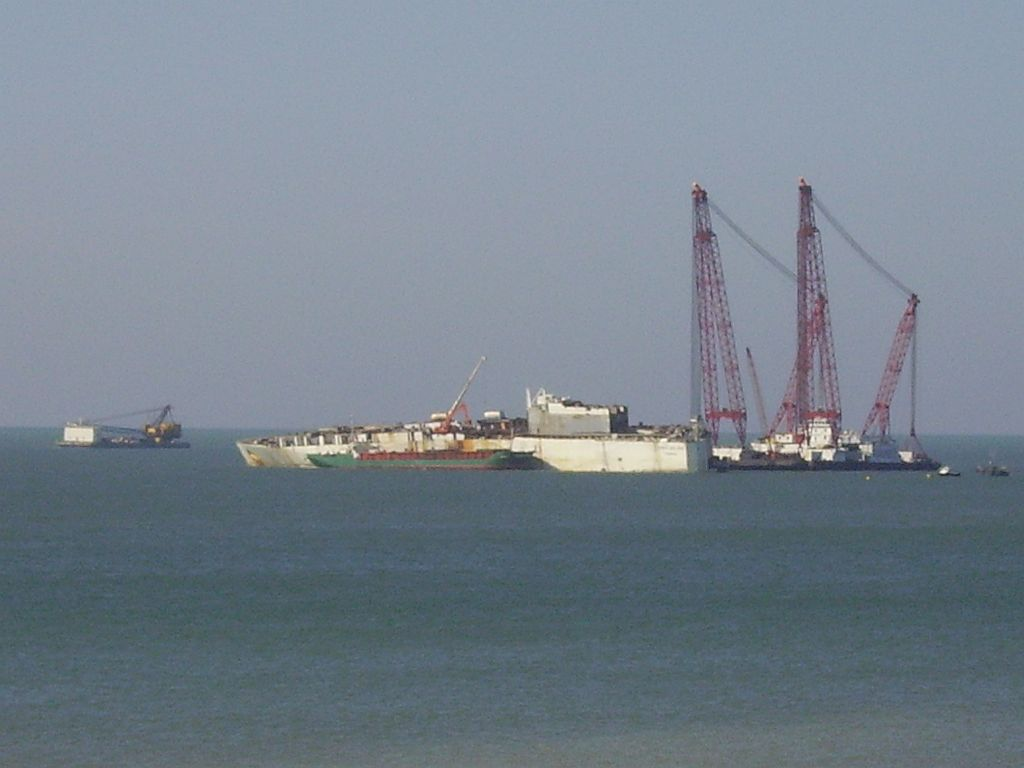
Vue du chantier de démolition le 18 avril 2007. À gauche la barge-grue Missing Link, à droite la Rambiz, et amarré au Rokia Delmas un petit cargo chargé d'évacuer sa cargaison.
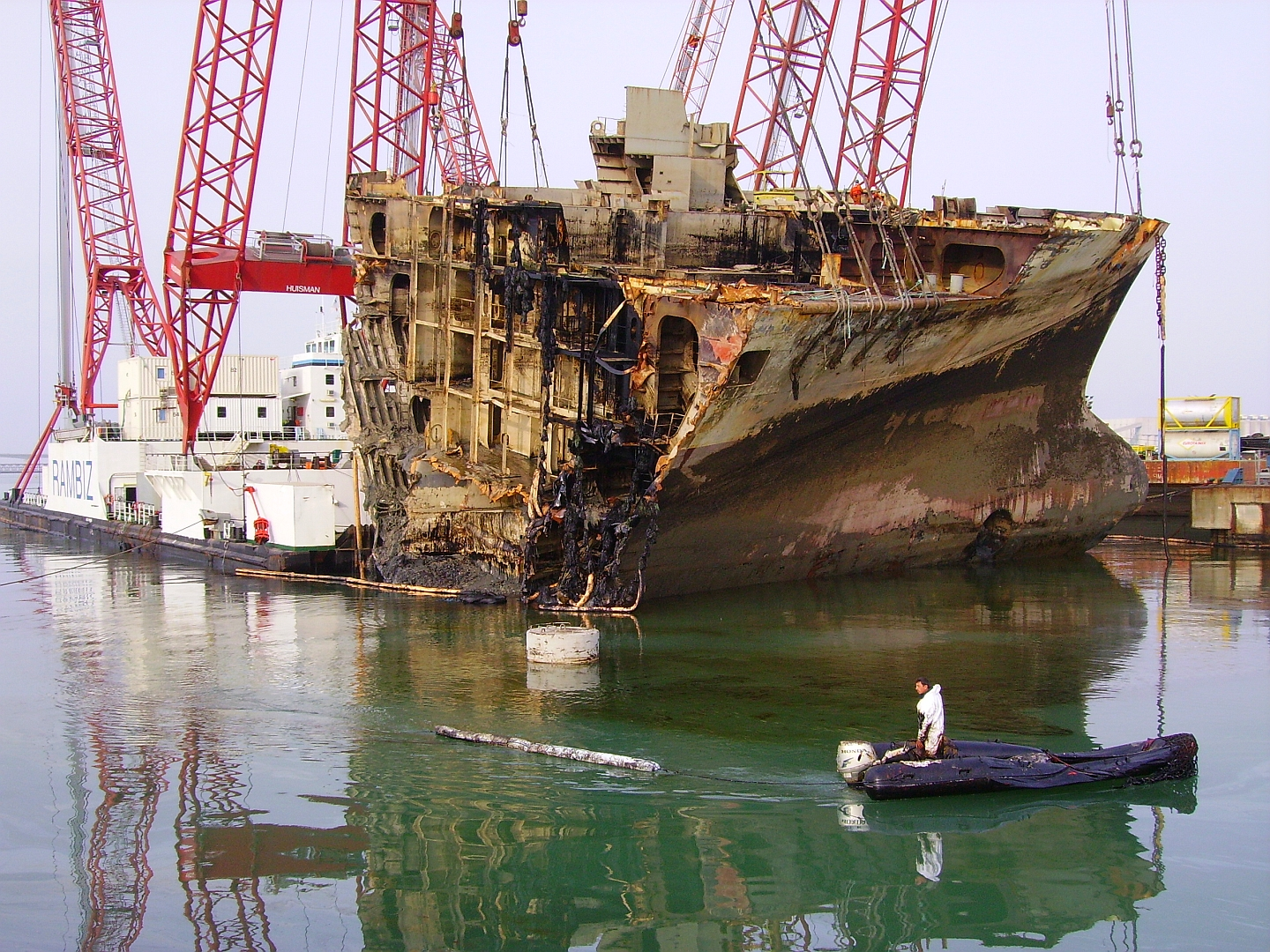
L'étrave du Rokia Delmas au port de La Rochelle-Pallice le 28 octobre 2007.
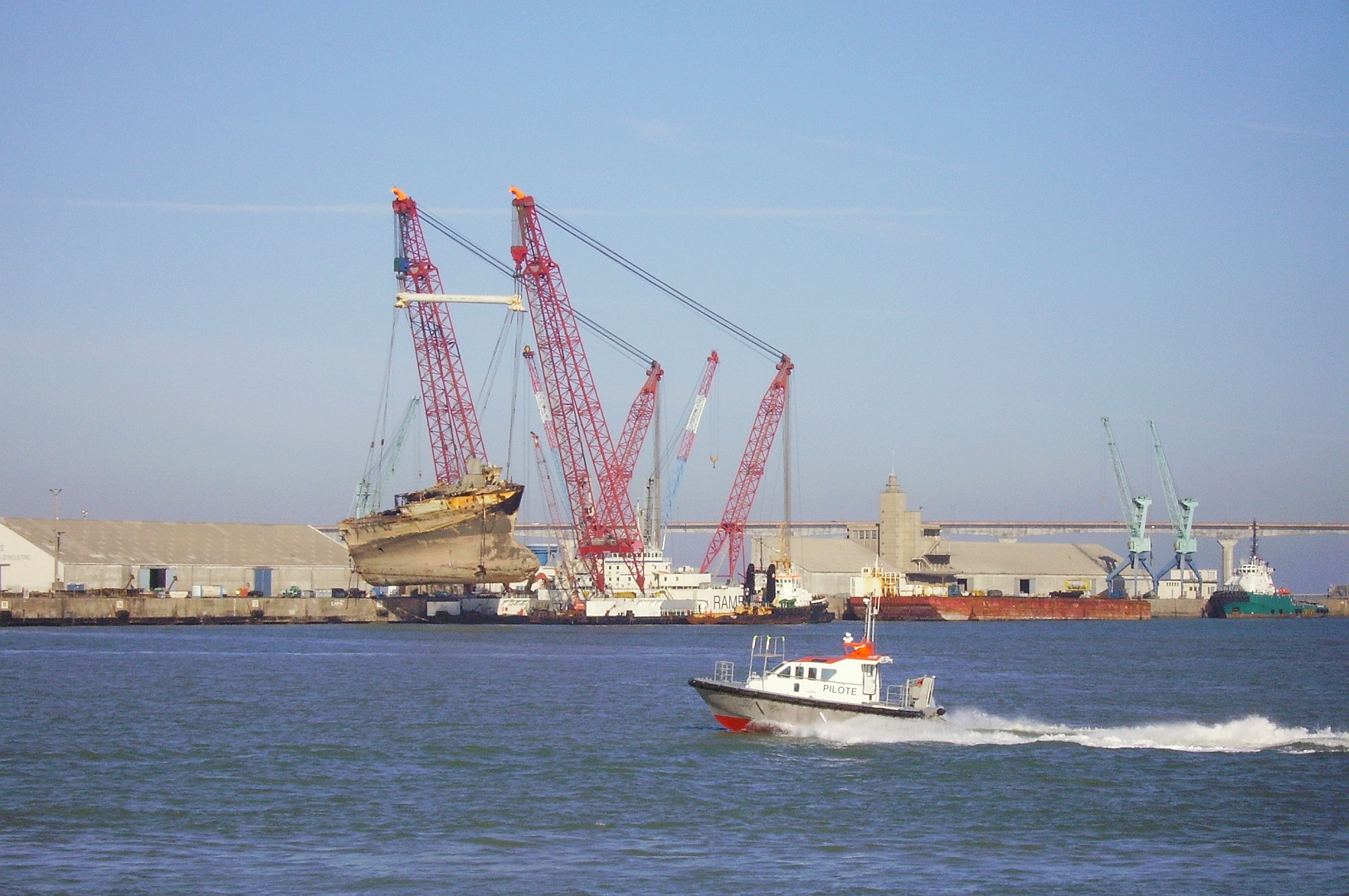
La barge-grue Rambiz s'apprête à déposer le tronçon de l'étrave du Rokia Delmas sur le môle d'escale de La Rochelle-Pallice le 31 octobre 2007.

## Précédent
Habitué des pertuis le Rokia Delmas faisait régulièrement escale à La Rochelle. Il s'était déjà tristement illustré sur les côtes charentaises le 17 mars 2000. Surpris en flagrant délit de rejet illicite d'hydrocarbures, par un avion de la marine nationale, et sous les caméras de l'émission de France 3 Thalassa, il avait été ensuite contraint de rejoindre Le Havre pour un constat de pollution.